# Väståstjärnen
Väståstjärnen är en sjö i Ånge kommun i Medelpad och ingår i Ljungans huvudavrinningsområde.